# Ħal Far
Ħal Far ipari terület Málta egyik második világháborús repülőterén, Birżebbuġa helyi tanács területén. Nevének jelentése Patkányok falva.

## Története

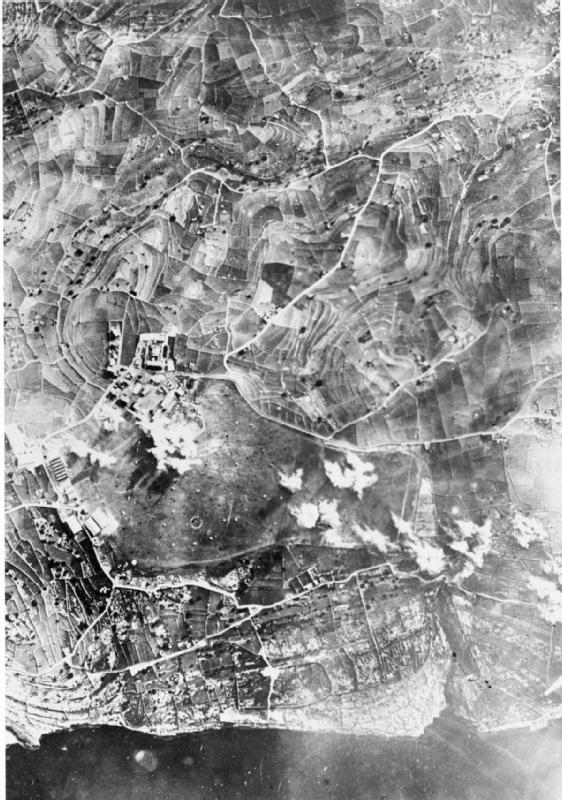
Olasz bombák robbannak a repülőtéren 1941-ben

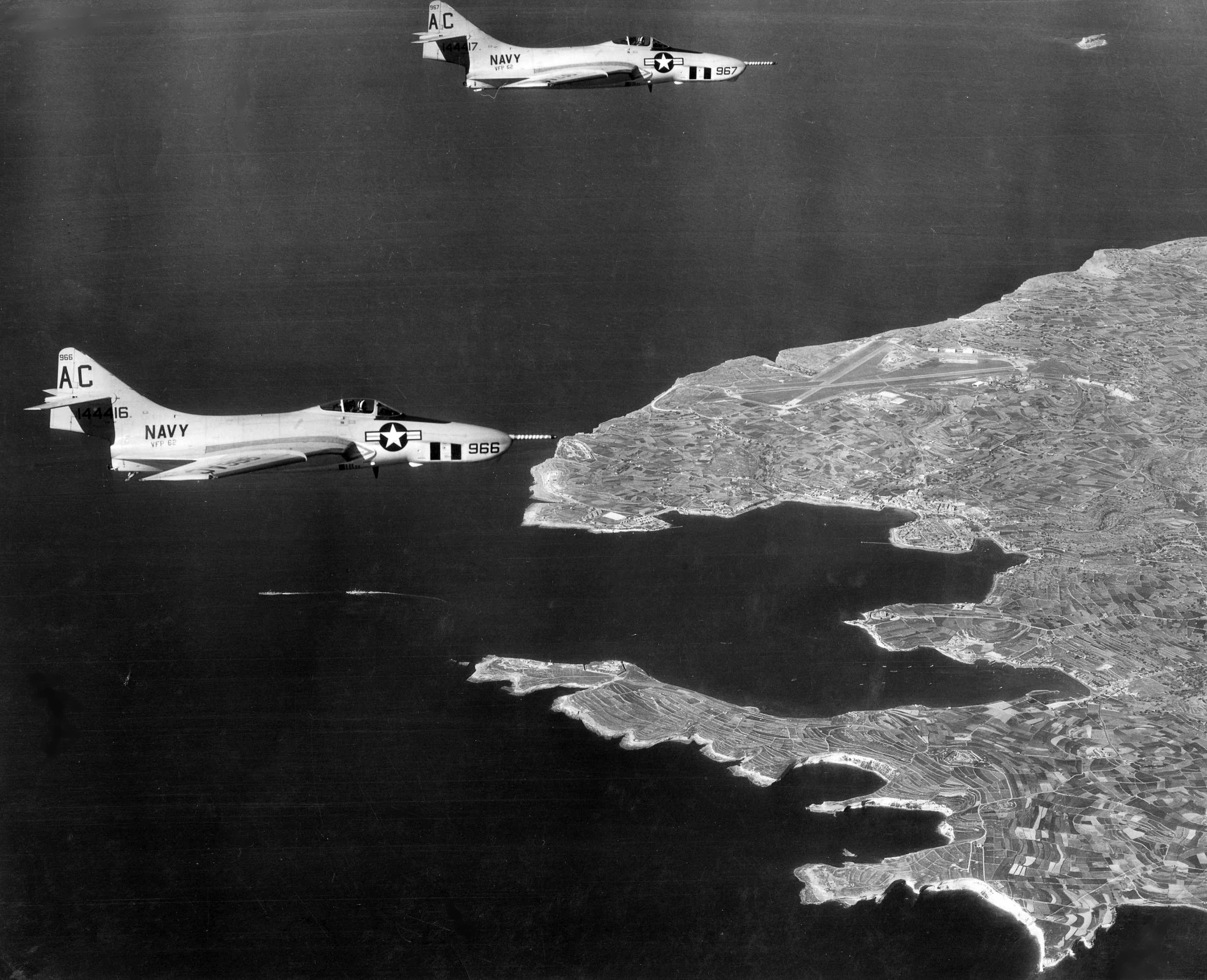
Két Grumman F9F-8P Délkelet-Málta fölött, a háttérben Ħal Far

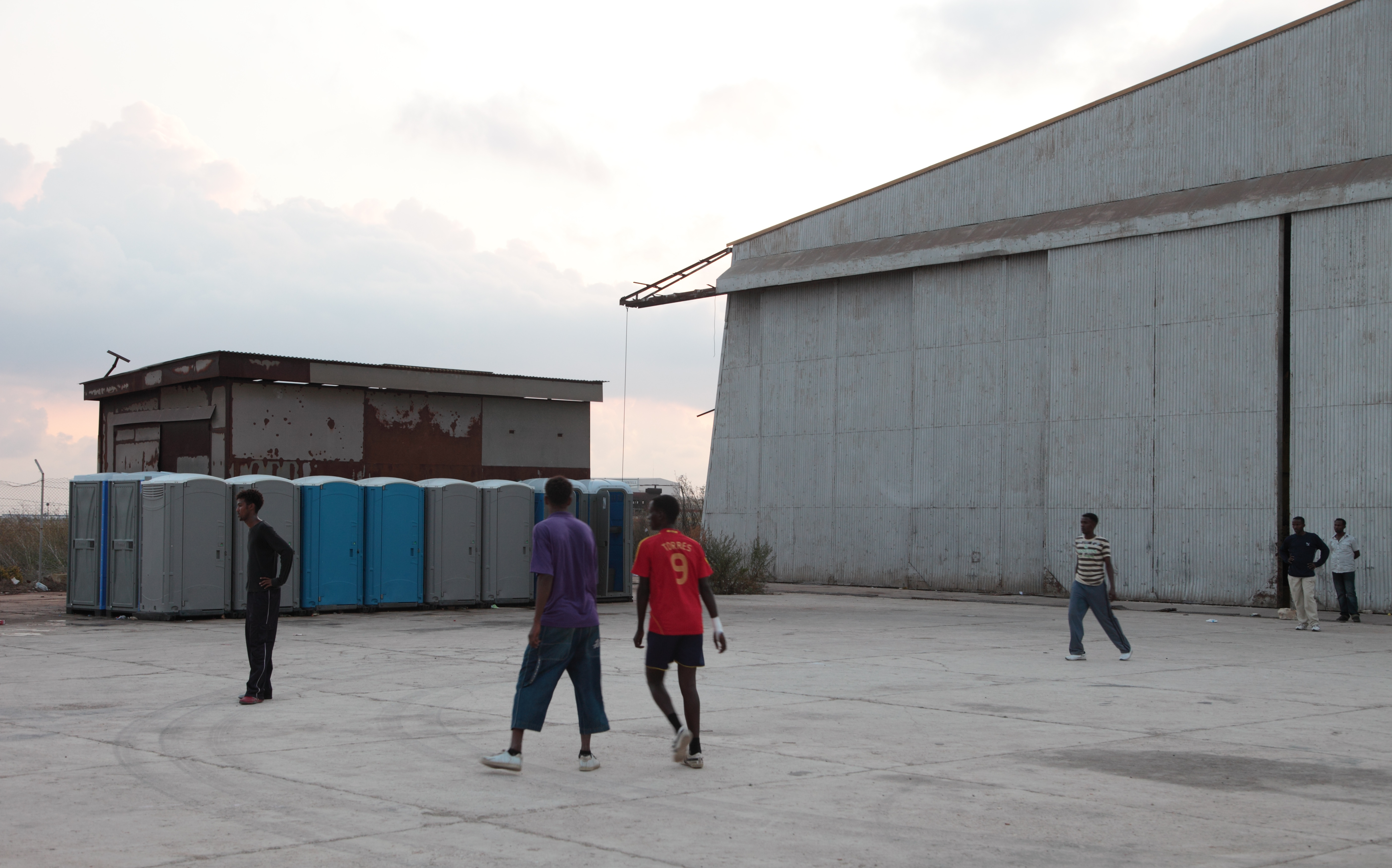
A repülőtér egy része ma menekülttábor

Legkorábbi történetéről egy a környéken talált menhir, az úgynevezett Chieftain's Stone (A főnök köve) tanúskodik. A terület Málta hosszú története alatt szinte végig lakatlan volt. A 16. században arról ismerték, hogy rengeteg patkány él itt, a környékbeliek ezért sólymokat tartottak, hogy a patkányokat irtsák.
1922 tavaszán a Civil Aviation Department egy repülőtér építésébe kezdett a sík területen, amelyet 1923. január 16-án Lord Herbert Plumer kormányzó avatott fel Malta néven. Málta egyetlen repülőtereként a kalafranai RAF-támaszponthoz tartozott. 1924-ben Fairey Flycatcherek már légibemutatót tartottak a kormányzó jelenlétében. Ez év november 28-án zajlott az első torpedótámadási gyakorlat az HMS Queen Elizabeth segítségével. 1928-ban hidroplánok fogadására is alkalmassá tették, ezen kívül hangárok és műhelyek épültek. 1929-től a RAF önálló katonai támaszponttá tette Ħal Fart. Az 1935-ben kitört abesszíniai háború mutatta meg elsőként Ħal Far - és Málta - stratégiai jelentőségét. 1936. november 23-án egy tornádó hatalmas pusztítást vitt végbe az épületekben és a repülőgépekben, így a világháború kitörésekor a repülőtéren nem volt elég épület és megfelelő védelem.
A második világháború elején mindössze három Gloster Sea Gladiator védte Máltát, és ezek Ta’ Qaliban állomásoztak. Mivel vihar idején víz borította a kifutópályát, csak a repülőgépek számának növekedésével vették újra használatba Ħal Fart. 1941-ben kelet-nyugati kifutópályát 2700 lábra (823 méter) hosszabbították meg. A következő évben az északkelet-délnyugati kifutót is kibővítették 3300 láb hosszúra (1006 méter), majd 6000 lábra (1829 méter), hogy a bombázók is használhassák. A repülőtér épületei az északi sarokban állnak. Hangárok (állandó és hordozható), barakkok, parancsnoki épület, irányítóközpont alkották a fő épületegyüttest. A bombaraktár a szemközti, déli oldalon volt. Felszereltsége miatt a repülőtér a tengelyhatalmak támadásainak egyik fő célpontja volt, és súlyos károkat szenvedett. Az utolsó támadás 1943. május 21-én érte. A háború alatt 2300 tonna bomba hullott rá, 30 katona halt meg, 84 szenvedett sérüléseket.
Nyáron a frissen lebetonozott kifutópályákon már az Olaszország megszállására készülő Spitfire-ek és Curtiss Kittyhawkok gyülekeztek. Ahogy a harcok folytatódtak, egyre több repülőgép-hordozó érkezett a térségbe, így Ħal Far hamarosan kiürült. A RAF visszaadta a bázist a haditengerészetnek, amely HMS Falcon néven vette át. Ħal Far már a két háború között a tengeri mentőrepülések egyik bázisa is lett.
1953-ban egy amerikai tengerészeti kiszolgáló egység érkezett, létrejött a FASRON 201 Special bázis. Ez egyre növekvő amerikai jelenlétet hozott Ħal Farban. Ők építették az irányítótornyot, és 1959-ben újraburkolták a két kifutót. 1958-ban a világ első támadó helikopter-századának állomáshelye lett, ez volt a 728C NAS század, Westland Whirlwind HAS.22 gépekkel. A luqai repülőtér felújítása idején polgári forgalmat is bonyolított. 1965-ben újra a RAF lett Ħal Far üzemeltetője. 1967-től egy amerikai repülőgép-javító cég, a M.I.A.CO. vette birtokba az épületeket, miután a RAF a karbantartáson kívül minden tevékenységet megszüntetett, és egészen 1978-ig itt maradt.
A repülőtér 1969-től "kezdett új életet", ekkor rendezték az első Air Rally of Maltát, amelynek egészen 1978-ig Ħal Far adott otthont. Ebben az évben egy időre a máltai haderő helikoptereinek is bázisul szolgált. A Royal Navy 1979 januárban adta át a repülőteret a máltai kormánynak, amely hamarosan ipari park kialakításába fogott. Újabban menekülttábort is kialakítottak itt, ahol az afrikai menekültek a régi barakkokban és sátrakban várják, hogy Európa befogadja vagy kitoloncolja őket. Az időközben közúttá minősített kifutópályán a fiatalok illegális gyorsulási versenyeket tartanak, és több vandál támadás is érte a repülőteret, a fő kifutópályát keresztben felásták.

### Állomáshelyként
Ħal Far számos egység állomáshelye volt, a hosszabb ideig itt tartózkodók:
Hal Far Airfield
- Hal Far Station Flight (a repülőtér helyi egysége, 1929-től)
- N° 3 Anti-Aircraft Co-operation Unit (Swordfish, 1937-től)
- Hal Far Fighter Flight (Gloster Sea Gladiator, Hurricane, 1940), ebből lett a
- 261. század (1940)
- 830. Naval Air Service század (Swordfish, 1940–1943), később Royal Naval Air Squadron Malta része
- 815. NAS század (Swordfish, 1941–1943)
- RAF 185. század (Hurricane II, Spitfire, 1941–1944)
- 828. NAS század (Swordfish, Fairey Albacore, 1941–1943), később Royal Naval Air Squadron Malta része
- Royal Naval Air Squadron Malta (a 828. és 830. századból, 1942–1943)
- Air Sea Rescue and Communications Flight (Supermarine Walrus, Bristol Beaufort, Vickers Wellington, Swordfish, 1943–1945), 1944-től Malta Communications Flight néven
- RAF 324. század (Spitfire VB, VC, IX, 1943)
- RAF 229. század (Spitfire, 1943–1944)

HMS Falcon:
- RAF 73. század (Spitfire IX, 1945-től)
- 765. NAS század (Wellington X, XI, 1945–1946)
- 728. NAS század (1946–1967)
- 728. Fleet Requirements Unit (1946-tól)
- 845. NAS helikopteres század (Westland Whirlwind HAS.22, 1954–1955)
- 728C NAS helikopteres század (Westland Whirlwind HAS.22, 1958), később 828 NAS számmal
- 750. NAS kiképző század (Percival Sea Prince T.1, Sea Venom FAW.21, Sea Venom FAW.22, Sea Vampire T.22, 1959–1965)
- 728B NAS század (Firefly U.9, Gloster Meteor U.15, Meteor U.16, Canberra D.14, 1959–1961)

FASRON 201 Special (amerikai bázis, Lockheed WV-2, Fairchild R4Q, 1953-tól)
- VW-2 (Super Constellation)
- Marine Squadron MAG-VR-35 (Flying Boxcar)

## A repülőtér
A repülőtér a déli part egyik kiemelkedő és lapos részén, Birżebbuġa és Żurrieq községek között terül el. Négy irányból volt megközelíthető: észak-dél, kelet-nyugat (09/27, 4800 láb, 1463 m), északkelet-délnyugat és északnyugat-délkelet (13/31, 6000 láb, 1829 m) felől. A 09/27-es és a 13/31-es kifutópályát 1943-ban betonozták le.

## Balesetek
A balesetek nagyobbrészt elkerülték, csak néhány esetet jegyeztek fel:
- 1925. október: A haditengerészet admirálisának, Sir Roger V. C. Keyesnek a gépe (egy Blackburn Dart Fleet Spotter) Ħal Farról tartott az HMS Eagle-hez, amikor a tengerbe csapódott. Az admirális túlélte a balesetet.
- 1927. január 18.: egy Avro Bison csapódott földbe Għar Ħasan mellett, két halottat és egy sebesültet találtak.
- 1927. február 2.: Bengħajsa és Delimara között egy Fairey Flycatcher és egy hidroplán ütközött össze, négyen meghaltak, hárman túlélték, egy katonát pedig nem találtak meg.

## Érdekességek
- 1928. február 8-án Herbert Hinkler rekordkísérletének egyik állomása volt, amikor Avro Avianjával egyedül repült Londonból Ausztráliába.
- 1930. november 25-én innen indulva hajtotta végre Owen Cathcart-Jones hadnagy Fairey Flycatchere az első éjszakai leszállást egy repülőgéphordozóra.
- 1933-ban itt ért véget egy kényszerleszállással Sir Alan Cobham rekordkísérlete, hogy leszállás nélkül repüljön Angliából Indiába.
- 1935-ben a Királyi Haditengerészet hat repülőgép-hordozójából három egy időben állomásozott a Nagy Kikötőben, repülőgépeiket pedig Ħal Far igyekezett ellátni, bár számuk meghaladta a repülőtér akkori kapacitását.
- 1943-ban az egyik Swordfish üzemanyaga elfogyott, így kényszerleszállt Lampedusa szigetén. A legénység meglepetésére ahelyett, hogy elfogták volna őket, a sziget lakói megadták magukat nekik. A parancsnok azonban - nem lévén elég magas rangban ahhoz, hogy ezt elfogadja - csak üzemanyagot kért, és visszatért Máltára.